# 李寿葆
李寿葆（1920年—），上海人，中华人民共和国基督教人物，中国基督教三自爱国运动委员会副主席，中华全国青年联合会原副主席，第五、六、七、八届全国政协委员。